# Hellstern & Sons
Hellstern & Sons, auch Hellstern & Sons breveté Paris, war ein in Paris seit der Belle Epoque ansässiger Hersteller von Luxusschuhen für Herren und Damen.
Die Kunden von Hellstern & Sons kamen aus der europäischen High Society: aus dem europäischen Hochadel, wie der Prince von Wales und Nikolaus, Zar von Russland, der König von Belgien Léopold II. und die Duchess von Kent, es waren Bühnenstars wie Cléo de Mérode oder Josephine Baker, oder sie kamen aus der Geschäfts- und Finanzwelt.

## Geschichte

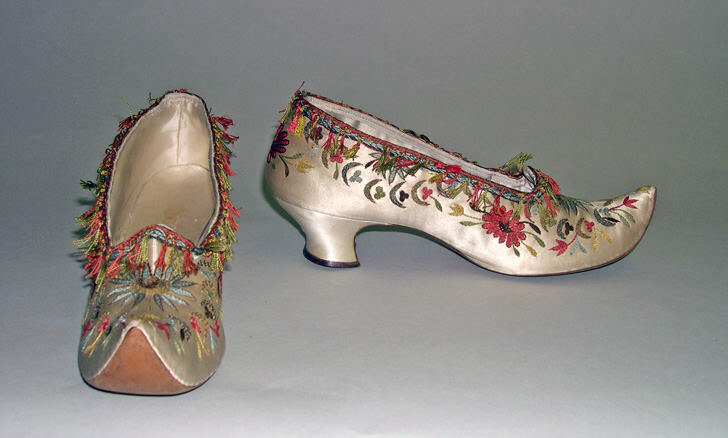
Schuhe aus Seide mit Seidenstickerei, Louis XV-Absatz

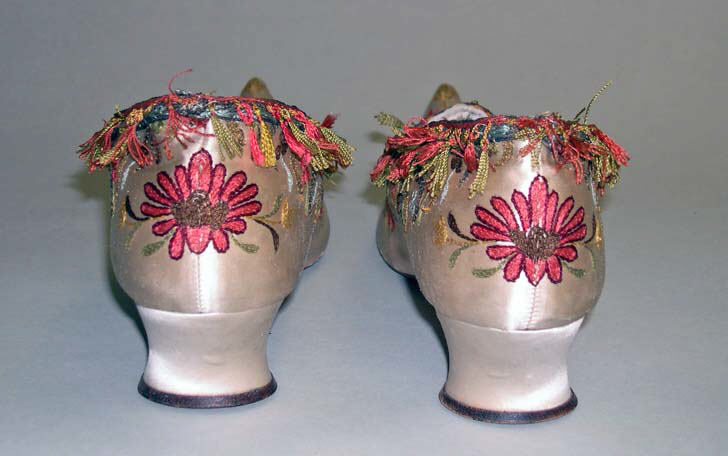
Schuhe aus Seide mit Seidenstickerei, Fersenansicht

1870 gründete Louis Hellstern in der Rue du 29 juillet in Paris eine Schuhmacherei und ein Schuhgeschäft für Herrenschuhe. 1900 zog das Unternehmen an die Place Vendôme 23 um, die sich damals bereits zu einem Zentrum für Luxusmode und Luxusaccessoires entwickelt hatte. In den 1920er Jahren entwickelte sich das Unternehmen unter der Leitung der drei Söhne des Gründers Louis Hellstern, Maurice, Charles und Henri Hellstern zu einer florierenden Schuhmanufaktur, die berühmt war wegen ihrer extravaganten Damenschuhe, und die zu ihren Spitzenzeit in den 1920er Jahren über 100 Arbeiter beschäftigte. Qualifizierte Facharbeiter wurden in Italien angeworben oder kamen von der École de cavalerie in Saumur.
In den 1920er Jahren wurden weitere Schuhgeschäfte in London, Brüssel und Cannes gegründet. Geschlossen wurden die letzten Geschäfte in den 1970er Jahren.

## Modelle und Material
Die Modelle für die Damenschuhe von Hellstern & Sons waren auf wenige und feste Grundformen beschränkt. Neben den eng anliegenden bis zum Knie reichenden Stiefeln aus feinem Leder mit einer seitlichen oder rückwärtigen Knopfleiste oder Funktionsschuhen wie Reitstiefel oder Tennisschuhe wurden Damenschuhe in der Regel in der Grundform nur wenig variiert. Typisch für Hellstern & Sons-Schuhe, und zwar sowohl für geschlossene Schuhe als auch für Riemchenschuhe, ist der Louis XV-Absatz, ein Blockabsatz mit einer taillenartigen Einbuchtung in der Mitte, bestehend aus einem mit Leder bezogenen Holzkern. Die Absätze sind in der Regel überaus aufwendig mit Intarsien und Applikationen aus mehr oder weniger kostbaren Materialien ausgestattet.
Typisch ist ebenfalls die differenzierte Farbpalette der verwendeten Leder sowie die Vorliebe für Dekor und Applikationen in Kontrastfarben oder auffallenden Materialien auf dem Oberleder. Typisch ist auch eine gewisse Vorliebe für Schnallen aus Silber, Bronze oder Stahl, die für den einzelnen Schuh individuell angefertigt wurden, die aber keine Funktion haben.
Materialien
Leder: Ziegenleder (Kid), Krokodil-, Eidechsen- und Schlangenleder
Textilien: Seide, Seidensamt, Seidenstickereien; Lamé
Dekorsteine: Strass, Rheinkiesel, Farbsteine, Markasit, Gagat; Perlmutt und echte Perlen
Pailletten und Goldfiligran
durchbrochenes Ziegenleder; Fransen aus Leder, Brokatfäden oder anderen textilen Stoffen

## Sammlungen
Das Internationale Schuhmuseum in Romans-sur-Isère besitzt u. a. über 250 Hellstern-Schuhe aus dem Besitz einer einzigen Frau. Schuhe von Hellstern & Sons befinden sich im Metropolitan Museum of Art, dem Victoria & Albert Museum in London, dem Fashion Museum in Bath, in der Sammlung des Palais Galliera in Paris und in der National Gallery of Australia in Canberra.
In der Sammlung des Royal Collection Trust befinden sich die aus Anlass des Staatsbesuchs des englischen Königspaars in Frankreich im Jahr 1938 von Hellstern & Sons hergestellten Kinderschuhe für die Prinzessinnen Elizabeth und Margaret Rose.